# FFS (zespół muzyczny)
FFS (skrót od Franz Ferdinand and Sparks) – supergrupa utworzona przez szkocki zespół indierockowy Franz Ferdinand i amerykański zespół artrockowy Sparks, działająca w latach 2014–2015. 
Ich powstanie ogłoszono 9 marca 2015 roku, ale oba zespoły nagrywały już co najmniej od połowy lat 2000. Debiutancki album studyjny zespołu został nagrany pod koniec 2014 roku i wydany przez Domino Recording Company w Wielkiej Brytanii 8 czerwca 2015 roku.

## Historia

### Początki (2004)
Franz Ferdinand i Sparks zaczęli wspólnie tworzyć muzykę już w 2004 roku, krótko po wydaniu debiutanckiego albumu studyjnego pierwszego z tych zespołów, kiedy odkryto, że oba grupy są swoimi fanami. Wysłali do siebie kilka demówek, jedną z nich był „Piss Off”, dwunasty utwór na płycie FFS, ale oba zespoły były zajęte innymi działaniami i nie udało im się wówczas nagrać całego albumu razem. 
Demo utworu „Piss Off” zespołu Sparks zostało wydane na ich kolekcji największych hitów Past Tense: The Best of Sparks w 2019 roku.

### Powstanie grupy iFFS(2014–2015)

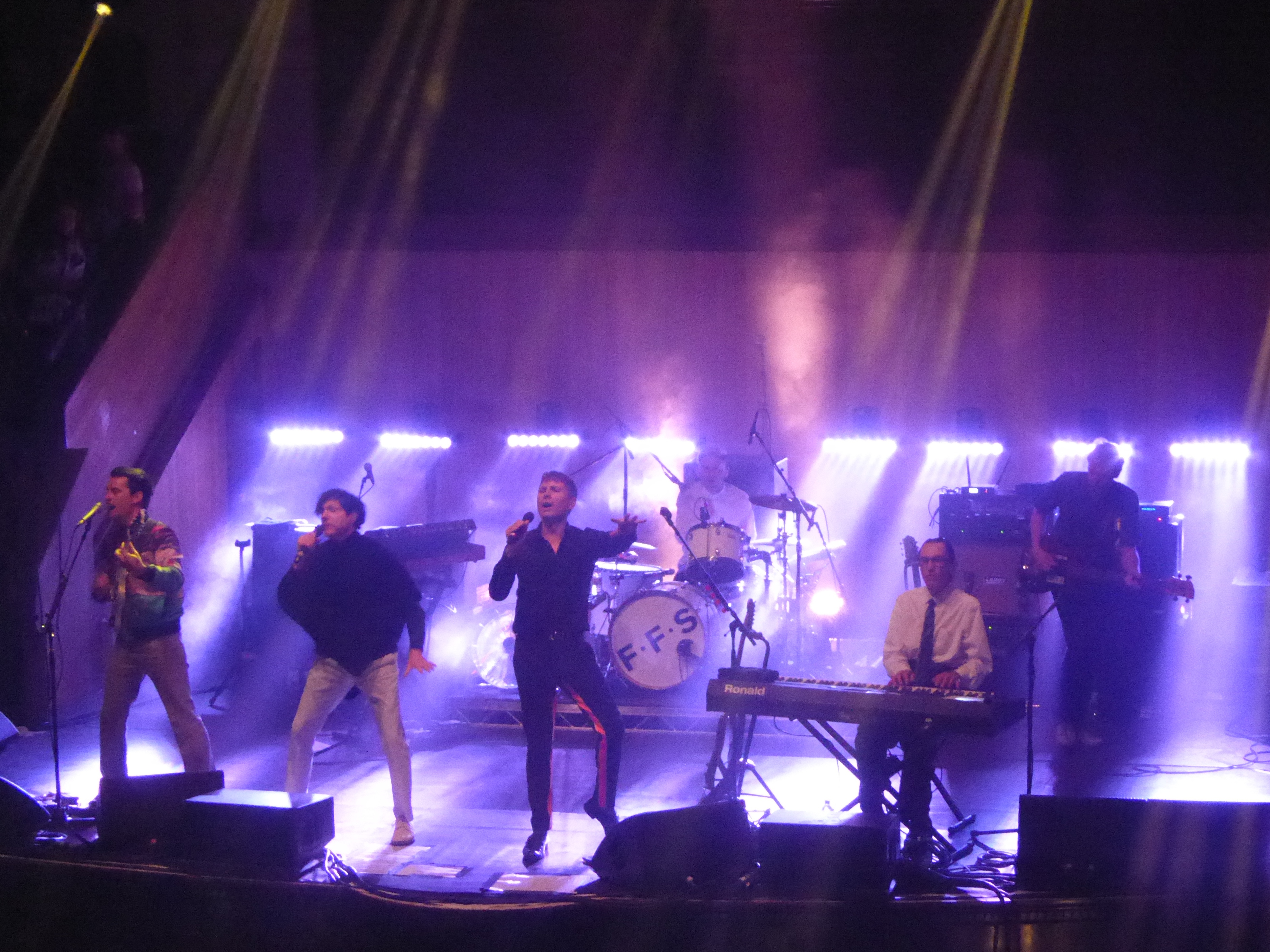
Zespół FFS na koncercie w Albert Hall w Manchesterze (2015)

W 2013 roku zarówno Franz Ferdinand, jako i Sparks wystąpili na Coachella Valley Music and Arts Festival. W tym czasie, podczas poszukiwań dentysty w San Francisco, wokalista zespołu Franz Ferdinand Alex Kapranos przypadkowo wpadł na Rona i Russella Maelów ze Sparks. Bracia Mael zaprosili zespół do obejrzenia ich występu na festiwalu, a później oba zespoły zgodziły się, że nadszedł czas na nagranie wspólnego albumu. 
9 marca 2015 roku ogłoszono, że Franz Ferdinand i Sparks utworzyli wspólnie supergrupę o nazwie FFS. Tego samego dnia opublikowali teaser pn. „The Domino Effect”, a także zapowiedzieli trasę koncertową po Europie.
1 kwietnia 2015 roku ogłoszono, że zespół wyda swój debiutancki album studyjny 8 czerwca w Wielkiej Brytanii i 9 czerwca 2015 roku w Stanach Zjednoczonych. Płyta FFS została nagrana w RAK Studios w Londynie w ciągu 15 dni pod koniec 2014 roku i wydana w wytwórni Domino. Jego producentem był m.in. zdobywca nagrody Grammy John Congleton.
W ramach promocji albumu supergrupa FFS wystąpiła w programie telewizji BBC Later with Jools Holland wyemitowanym 5 maja 2015 roku. Teledysk do pierwszego singla zespołu, „Johnny Delusional”, został opublikowany 20 maja tego samego roku.
Płyta FFS spotkała się z pozytywnym odbiorem krytyków i sukcesem komercyjnym.

### Rozwiązanie
Franz Ferdinand i Sparks powrócili do pracy nad swoimi osobnymi projektami. Sparks wydał album Hippopotamus we wrześniu 2017 roku, a w lutym 2018 roku ukazał się album Always Ascending grupy Franz Ferdinand.  
FFS był ostatnim występem Nicka McCarthy'ego u boku członków zespołu Franz Ferdinand, zanim opuścił zespół z powodu zobowiązań rodzinnych. 
W 2021 roku premierę miał film dokumentalny The Sparks Brothers w reżyserii Edgara Wrighta, którego akcja rozgrywa się wokół zespołu Sparks. Wystąpił w nim także Alex Kapranos z Franz Ferdinand, który opowiadał o ich wspólnie napisanym albumie i następującej po nim trasie koncertowej, podczas której bracia Sparksowie zyskali nowych, młodszych fanów. 

## Skład

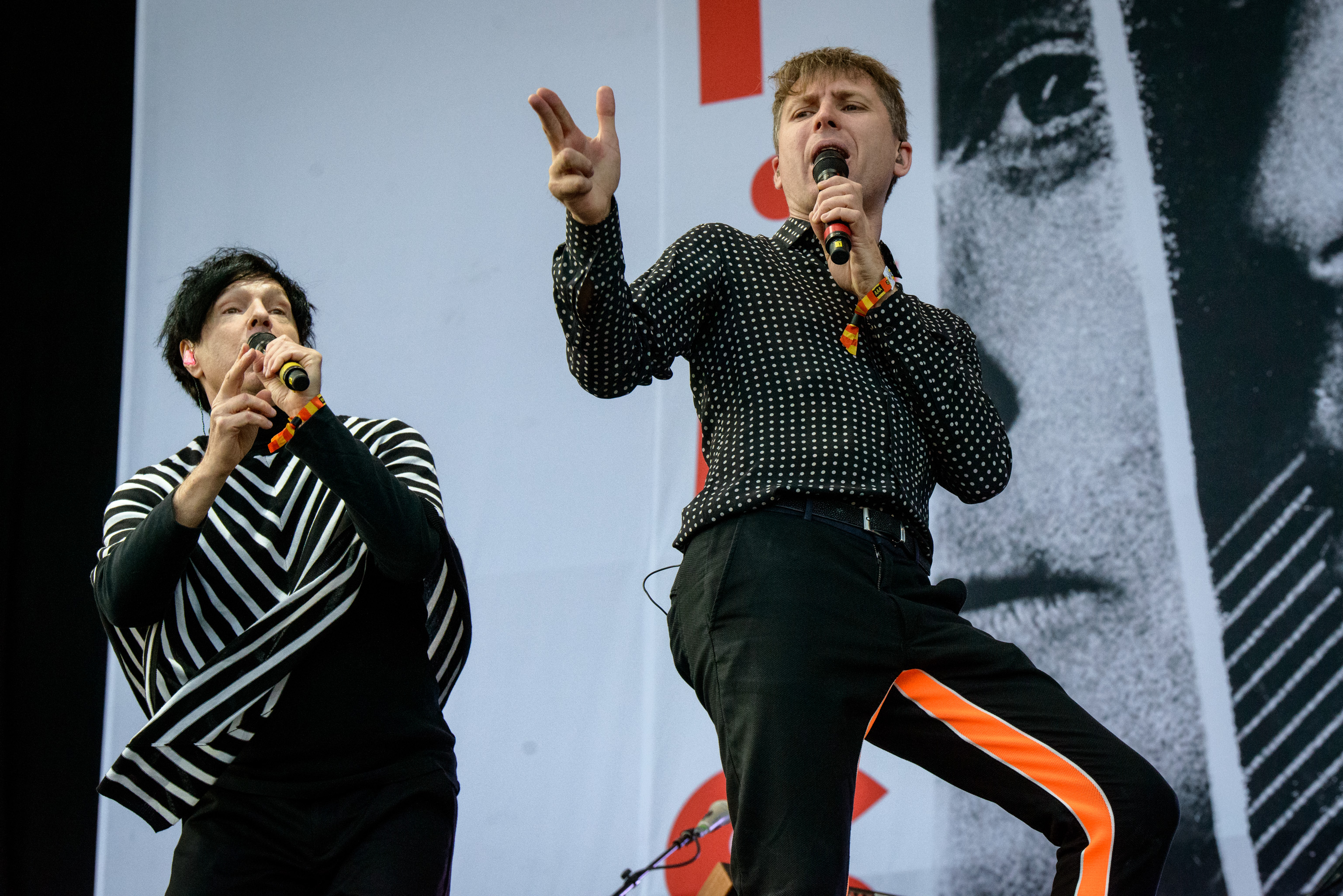
Russell Mael i Alex Kapranos na festiwalu Lollapaooza 2015

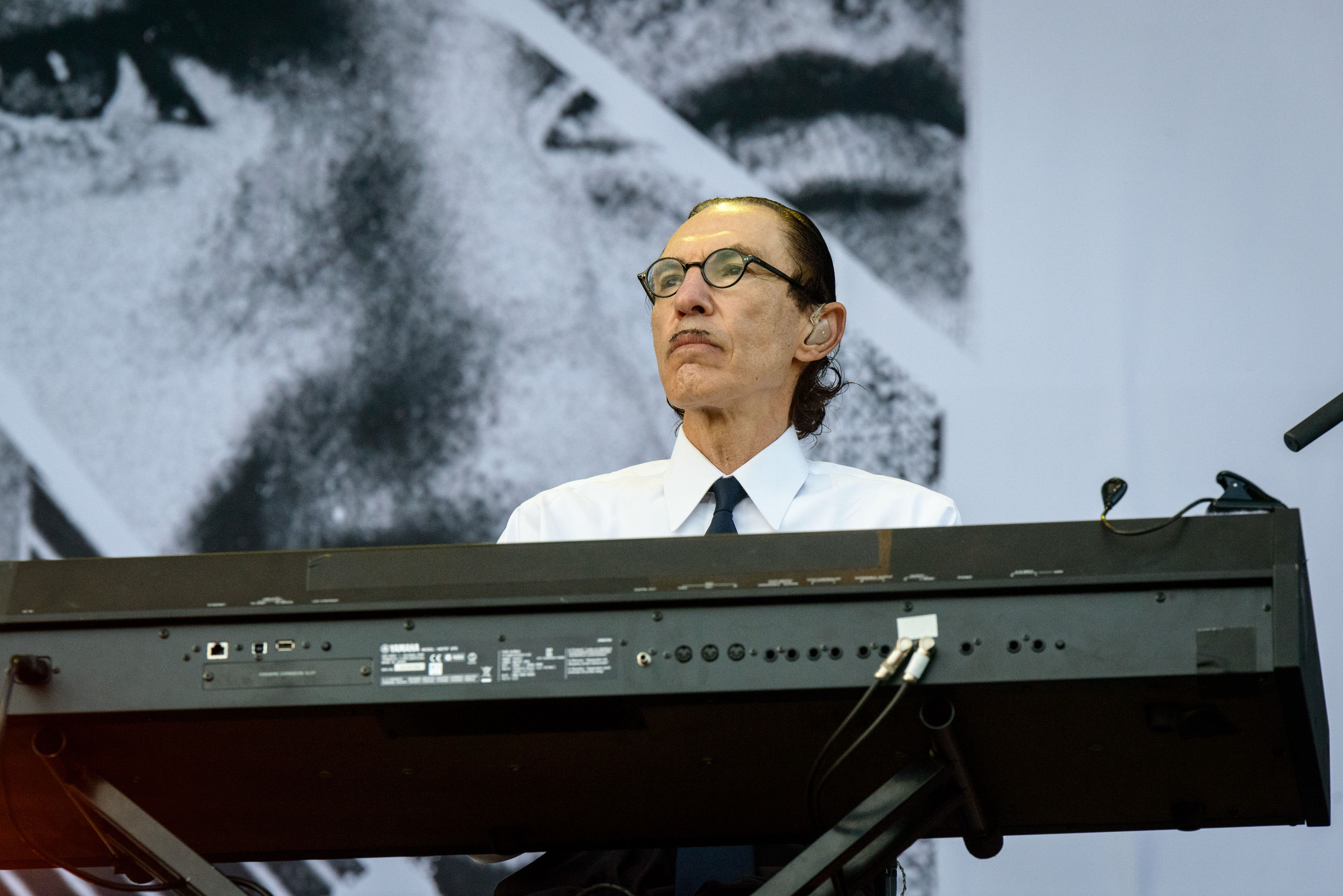
Ron Mael na Lollapaooza 2015

- Russell Mael(inne języki) – wokal prowadzący i wspierający
- Alex Kapranos – wokal prowadzący i wspierający, gitara prowadząca i rytmiczna, okazjonalnie instrumenty klawiszowe
- Nick McCarthy – gitara rytmiczna i prowadząca, instrumenty klawiszowe, chórki i okazjonalnie wokal prowadzący
- Ron Mael(inne języki) – instrumenty klawiszowe, wokal wspierający
- Bob Hardy – gitara basowa, wokal wspierający
- Paul Thomson – perkusja, instrumenty perkusyjne, wokal wspierający

Źródła:.

## Dyskografia

### Albumy studyjne
| Rok          | Tytuł        | Szczegóły albumu                                                      | Najwyższa pozycja na liście | Najwyższa pozycja na liście | Najwyższa pozycja na liście | Najwyższa pozycja na liście | Najwyższa pozycja na liście | Najwyższa pozycja na liście | Najwyższa pozycja na liście | Najwyższa pozycja na liście | Najwyższa pozycja na liście | Najwyższa pozycja na liście | Najwyższa pozycja na liście |
| Rok          | Tytuł        | Szczegóły albumu                                                      | UK                          | SCO                         | AUT                         | BEL (Vl)                    | BEL (Va)                    | ESP                         | FRA                         | GER                         | ITA                         | NLD                         | SWI                         |
| ------------ | ------------ | --------------------------------------------------------------------- | --------------------------- | --------------------------- | --------------------------- | --------------------------- | --------------------------- | --------------------------- | --------------------------- | --------------------------- | --------------------------- | --------------------------- | --------------------------- |
| 2015         | FFS          | - Data: 9 czerwca 2015 - Wydawca: Domino - Format: CD, 2×LP, download | 17                          | 8                           | 36                          | 44                          | 32                          | 53                          | 27                          | 22                          | 60                          | 13                          | 19                          |
| [ 5 ] [ 18 ] | [ 5 ] [ 18 ] | [ 5 ] [ 18 ]                                                          | [ 19 ]                      | [ 19 ]                      | [ 20 ] [ 21 ]               | [ 20 ] [ 21 ]               | [ 20 ] [ 21 ]               | [ 20 ] [ 21 ]               | [ 20 ] [ 21 ]               | [ 20 ] [ 21 ]               | [ 20 ] [ 21 ]               | [ 20 ] [ 21 ]               | [ 20 ] [ 21 ]               |

### Single
| Tytuł               | Rok  | Album | Źr.    |
| ------------------- | ---- | ----- | ------ |
| „Johnny Delusional” | 2015 | FFS   | [ 22 ] |
| „Call Girl”         | 2015 | FFS   | [ 22 ] |
| „Police Encounters” | 2015 | FFS   | [ 22 ] |